# Ah! Megami-sama: Sorezore no Tsubasa
Ah! Megami-sama Sorezore no Tsubasa ou Ah! My Goddess TV 2, foi um anime lançado no início do ano de 2006, sendo a continuação de Ah! My Goddess.

## História
Se passa logo após o incidente do Senhor do Medo. Belldandy usa seus poderes para restaurar a cidade destruída e sela seu poder máximo novamente, quando todos haviam pensado que poderiam viver suas vidas tranquilamente, algo surpreendente acontece, Keiichi recebe uma ligação de Kamisama (Deus), e avisa que Belldandy terá que voltar para o céu em breve pois seu contrato com ela foi perdido no acontecimento do Senho do Medo. Nisso todos começam a se movimentar e tentam recuperar o desejo de Keiichi.